# علی رهنما
علی رهنما (متولد ۱۳۳۱) اقتصاددان و مورخ ایرانی و مدیر دوره کارشناسی ارشد مطالعات اسلام و خاورمیانه در دانشگاه آمریکایی پاریس است. او فرزند حمید رهنما و نوه زین العابدین رهنما است. او نویسنده خرافات به‌مثابه ایدئولوژی در سیاست ایرانیان است که تحقیق مفصلی است در مورد زندگی و آثار مجلسی . 

## کتاب‌ها

### فارسی
- چپ رادیکال در ایران، تهران: نشر نگاه معاصر، 1401

- پشت پرده کودتا، ترجمهٔ فریدون رشیدیان، تهران: نشر نی، ۱۳۹۹
- خرافات به‌مثابه ایدئولوژی در سیاست ایرانیان، ترجمهٔ فرهاد مهدوی، لندن: مهری، ۱۳۹۴
- نیروهای مذهبی بر بستر حرکت نهضت ملی، تهران: انتشارات گام نو، ۱۳۸۴
- مسلمانی در جستجوی ناکجاآباد: زندگینامهٔ سیاسی علی شریعتی (دو بار به فارسی ترجمه شده)
- تحقیق قلب و قلب تاریخ: حقیقت‌پژوهی دوران مأموریت زین العابدین رهنما در پاریس (۱۹۴۴–۱۹۴۶)، تهران: انتشارات پیکان، ۱۳۸۰
- چ‍ش‍م‌ان‍دازه‍ای اق‍ت‍ص‍اد س‍ی‍اس‍ی س‍رم‍ای‍ه‌داری در ب‍وت‍ه ن‍ق‍د، گردآوری و ترجمهٔ علی رهنما، مرتضی سیاهپوش و شهرام قنبری، تهران: کاویان، ۱۳۵۸

### انگلیسی
| Title                                                                                           | Publisher                  | Year | ISBN              |                                                                |
| ----------------------------------------------------------------------------------------------- | -------------------------- | ---- | ----------------- | -------------------------------------------------------------- |
| Call to Arms: Iran’s Marxist Revolutionaries: Formation and Evolution of the Fada'is, 1964–1976 | Oneworld Publications      | 2021 | 9781786079855     |                                                                |
| Shi'i Reformation in Iran: The Life and Theology of Shari'at Sangelaji                          | Routledge                  | 2015 | 9781472434166     |                                                                |
| Behind the 1953 Coup in Iran: Thugs, Turncoats, Soldiers, and Spooks                            | Cambridge University Press | 2014 | 9781139875974     | ترجمه به زبان فرانسوی و فارسی                                  |
| Superstition as Ideology in Iranian Politics: From Majlesi to Ahmadinejad                       | Cambridge University Press | 2011 | 978-1-139-49562-2 | ترجمه به زبان فارسی                                            |
| An Islamic Utopian: A Political Biography of Ali Shariati                                       | I.B.Tauris                 | 1998 | 978-1-86064-552-5 | ترجمه به فارسی، عربی، ترکی و اندونزیایی                        |
| The Pioneers of Islamic Revival                                                                 | Zed Books                  | 1994 | 978-1-85649-254-6 |                                                                |
| The Pioneers of Islamic Revival                                                                 | Zed Books                  | 2005 | 978-1842776155    | ویراست جدید با مقدمهٔ مفصل جدید، ترجمه به مالزیایی و اندونزیایی |
| Islamic Economic Systems                                                                        | Zed Books                  | 1994 | 978-1-85649-057-3 | ترجمه به بوسنیایی و مالزیایی                                   |
| The Secular Miracle: Religion, Politics, and Economic Policy in Iran                            | Zed Books                  | 1990 | 978-0-86232-938-9 |                                                                |